# Natalja Jurjewna Malyschewa
Natalja Jurjewna Malyschewa (russisch Наталья Юрьевна Малышева; * 2. Januar 1994 in Abakan) ist eine russische Ringerin. Sie wurde 2017 Vize-Europameisterin in der Gewichtsklasse bis 53 kg Körpergewicht.

## Werdegang
Natalja Malyschewa begann 2006 im Alter von 12 Jahren mit dem Ringen. Sie ist 1,60 Meter groß und startet für einen Sportclub in Abakan in Chakassien. Trainiert wurde bzw. wird sie von Wladimir Tschuchunow und von Leonid Tschuchunow. Sie ist Studentin.
Auf der internationalen Ringermatte erschien sie erstmals 2013 im Alter von 19 Jahren. In diesem Jahr startete sie bei mehreren großen internationalen Turnieren. Ihr erster Start war im Januar 2013 beim renommierten Iwan-Yarigin-Grand-Prix in Krasnojarsk, wo sie in der Gewichtsklasse bis 51 kg auf den 9. Platz kam. Beim Alexander-Medwed-Preis in Minsk, beim Großen Preis von Spanien in Madrid und beim Wacław-Ziółkowski-Memorial in Spała landete sie in der gleichen Gewichtsklasse jeweils in den Medaillenrängen.
Beim Iwan-Yarigin-Grand-Prix 2014 kam sie in der Gewichtsklasse bis 53 kg hinter ihrer Landsfrau Maria Gurowa und Maria Prevolaraki aus Griechenland auf den 3. Platz. Im Sommer 2014 landete sie dann ihre ersten großen internationalen Erfolge. Im Juni wurde sie in Kattowitz Junioren-Europameisterin in der Gewichtsklasse bis 51 kg und im August dieses Jahres in Zagreb in der gleichen Gewichtsklasse auch Junioren-Weltmeisterin jeweils in der Altersgruppe „Juniors“. Sie wurde daraufhin im September 2014 auch bei der Weltmeisterschaft der Frauen in Taschkent in der Gewichtsklasse bis 53 kg eingesetzt. Sie siegte dort über Roksana Zasina aus Polen, verlor dann gegen Saori Yoshida aus Japan, besiegte die Chinesin Pang Qianyu und verlor im Kampf um eine der Bronzemedaillen gegen Jillian Gallays aus Kanada.
2015 stand Natalja Malyschewa auch bei den Europaspielen in Baku in der russischen Mannschaft. In der Gewichtsklasse bis 53 kg kam sie in Baku zu Siegen über Melanie Le Saffre aus Frankreich und Silvia Felica aus Italien, verlor aber gegen Nadeschda Schuschko aus Weißrussland. Da diese das Finale nicht erreichte, schied sie aus und kam auf den 7. Platz. Im gleichen Jahr wurde sie im September auch bei der Weltmeisterschaft in Las Vegas eingesetzt. Sie verlor dort aber gleich ihren ersten Kampf gegen Odunoyo Adekuoroye aus Nigeria, schied damit aus und kam nur auf den 23. Platz.
Im März 2016 gelang ihr ihr nächster großer internationaler Erfolg. Sie wurde in Russe U 23-Europameisterin in der Gewichtsklasse bis 53 kg. Auf dem Weg zu diesem Erfolg besiegte sie Mercedesz Denes, Ungarn, Auiztane Gorria Goni aus Spanien, Julia Leorda aus Moldawien und Lilija Horischna aus der Ukraine. Im April 2016 versuchte sich Natalja Malyschewa bei einem Turnier in Ulaan Baatar für die Olympischen Spiele 2016 in Rio de Janeiro zu qualifizieren. Sie belegte dort in der gleichen Gewichtsklasse hinter Helen Maroulis aus den Vereinigten Staaten und Maria Prevolaraki den 3. Platz, doch nur die beiden Erstplatzierten qualifizierten sich für Rio. Im Juni 2016 wurde sie russische Meisterin in der gleichen Gewichtsklasse vor Stalwira Orschusch, Jekaterina Poleschtschuk und Ljubow Salnikowa.
Im Mai 2017 war Natalja Malyschewa bei der Europameisterschaft in Novi Sad in der Gewichtsklasse bis 53 kg am Start. Sie besiegte dort Maria Prevolaraki und Nina Hemmer aus Deutschland und stand damit im Finale der Belarussin Wanessa Kaladsinskaja gegenüber, gegen die sie nach Punkten verlor. Sie wurde damit Vize-Europameisterin. 2017 wurde sie in der gleichen Gewichtsklasse hinter Stalwira Orschusch und vor Ljubow Salnikowa und Jekaterina Poleschtschuk russische Vizemeisterin.
In den folgenden Jahren war sie zwar noch bei vielen stark besetzten Turnieren mit guten Erfolgen am Start, erhielt aber keinen Einsatz bei Welt- oder Europameisterschaften mehr.

## Internationale Erfolge
| Jahr | Platz | Wettbewerb                                  | Gewichtsklasse | Ergebnisse |
| 2013 | 9.    | „Iwan-Yarigin“-Grand-Prix in Krasnojarsk    | bis 51 kg      | Siegerin: Tatjana Achmetowa Amanschol, Kasachstan vor Jekaterina Krasnowa, Russland                                                                                     |
| 2013 | 2.    | „Alexander-Medwed“-Preis in Minsk           | bis 51 kg      | hinter Angela Dorogan, Aserbaidschan, vor Walentina Islamowa-Brik, Russland                                                                                             |
| 2013 | 3.    | Großer Preis von Spanien in Madrid          | bis 51 kg      | hinter Jessica MacDonald, Kanada und Marina Wilmowa, Russland |
| 2013 | 3.    | „Waclaw-Zuolkowski“-Memorial in Spala/Polen | bis 51 kg      | hinter Roksana Zasina, Polen und Jessica MacDonald |
| 2014 | 3.    | „Iwan-Yarigin“-Grand-Prix in Krasnojarsk    | bis 53 kg      | hinter Maria Gurowa, Russland und Maria Prevolaraki, Griechenland, gemeinsam mit Battsetseg Altantsetseg, Mongolei                                                      |
| 2014 | 1.    | Junioren-EM (Juniors) in Kattowitz          | bis 51 kg      | vor Simona Pricomb, Rumänien, Mercedesz Denes, Ungarn und Lilija Horischna, Ukraine                                                                                     |
| 2014 | 1.    | Junioren-WM (Juniors) in Zagreb             | bis 51 kg      | vor Mercedesz Denes, Qin Yingfeng, China und Lilija Horischna |
| 2014 | 5.    | WM in Taschkent                             | bis 53 kg      | nach einem Sieg über Roksana Zasina, einer Niederlage gegen Saori Yoshida, Japan, einem Sieg über Pang Qianyu, China und einer Niederlage gegen Jullian Gallays, Kanada |
| 2015 | 18.   | „Iwan-Yarigin“-Grand-Prix in Krasnojarsk    | bis 53 kg      | Siegerin: Olga Choroschawzewa, Russland vor Mayu Mukaida, Japan |
| 2015 | 3.    | „Alexander-Medwed“-Preis in Minsk           | bis 53 kg      | hinter Irina Kuratschkina, Weißrussland und Sayury Yosmany Canon Carvajal, Kolumbien                                                                                    |
| 2015 | 17.   | Großer Preis von Deutschland in Dormagen    | bis 53 kg      | Siegerin: Sofia Mattsson, Schweden vor Nina Hemmer, Deutschland |
| 2015 | 7.    | Europaspiele in Baku                        | bis 53 kg      | nach Siegen über Melanie Le Saffre, Frankreich und Silvia Felica, Italien und einer Niederlage gegen Nadeschda Schuschko, Weißrussland                                  |
| 2015 | 23.   | WM in Las Vegas                             | bis 53 kg      | nach einer Niederlage gegen Odunoye Folasade Adekuoroye, Nigeria |
| 2016 | 3.    | UWW-Test-Turnier in Rio de Janeiro          | bis 53 kg      | hinter Zhong Xuechun und Li Hui, beide China, gemeinsam mit Alyssa Lampe, USA                                                                                           |
| 2016 | 3.    | „Alexander-Medwed“-Preis in Minsk           | bis 53 kg      | hinter Stalwira Orschusch und Julia Leorda |
| 2016 | 1.    | U 23-EM in Russe                            | bis 53 kg      | nach Siegen über Mercedesz Denes, Auiztane Gorria Goni, Spanien, Julia Leorda und Lilija Horischna, Ukraine                                                             |
| 2016 | 3.    | Olympia-Qualif.-Turnier in Ulaan Baatar     | bis 53 kg      | hinter Helen Maroulis, USA und Maria Prevolaraki, Griechenland |
| 2016 | 9.    | Großer Preis von Spanien in Madrid          | bis 53 kg      | Siegerin: Tatjana Achemtowa Amanschol vor Betzabeth Angelica Arguello Vilegas, Venezuela                                                                                |
| 2016 | 3.    | Golden-Grand-Prix in Baku                   | bis 53 kg      | hinter Momoko Kadoya, Japan und Pang Qianyu, gemeinsam mit Angela Dorogan                                                                                               |
| 2017 | 15.   | „Iwan-Yarigin“-Grand-Prix in Krasnojarsk    | bis 53 kg      | Siegerin: Mayu Mukaida vor Otgontsetseg Erdenechimeg, Mongolei |
| 2017 | 2.    | „Yasar-Dogu“-Memorial in Istanbul           | bis 53 kg      | hinter Maria Prevolaraki, vor Ksenia Nesgoworowa, Russland und Jildis Eschimowa, Kasachstan                                                                             |
| 2017 | 2.    | EM in Novi Sad                              | bis 53 kg      | nach Siegen über Maria Prevolaraki und Nina Hemmer und einer Niederlage gegen Wanessa Kaladsinskaja, Weißrussland                                                       |
| 2017 | 3.    | Poland-Open in Warschau                     | bis 53 kg      | hinter Rokdana Zasina und Stalwira Orschusch, gemeinsam mit Paula Koslow, Russland                                                                                      |
| 2018 | 3.    | „Iwan-Yarigin“-Grand-Prix in Krasnojarsk    | bis 53 kg      | hinter Yu Miyahara, Japan und Stalwira Orschusch, gemeinsam mit Jekaterina Poleschtschuk                                                                                |
| 2018 | 3.    | Klippan-Lady-Open                           | bis 53 kg      | hinter Nanami Irie und Umi Imai, beide Japan, gemeinsam mit Sarah Hildebrandt, USA                                                                                      |
| 2019 | 2.    | „Iwan-Yarigin“-Grand-Prix in Krasnojarsk    | bis 53 kg      | hinter Sarah Hildebrandt, vor Leila Karimowa, Russland und Sumiya Erdenechimeg, Mongolei                                                                                |
| 2019 | 3.    | Cup des Präsidenten der Republik Burjatien  | bis 53 kg      | hinter Sumiya Erdenechimeg und Tatjana Novak, Russland |
| 2019 | 8.    | „Yasar-Dogu“-Memorial in Istanbul           | bis 53 kg      | nach einem Sieg über Fundra Tukennez, Türkei und Niederlagen gegen Vinesh Vinesh, Indien und Nina Hemmer                                                                |

## Russische Meisterschaften
| Jahr | Platz | Gewichtsklasse | Ergebnisse                                                                        |
| 2013 | 3.    | bis 51 kg      | hinter Jekaterina Krasnowa und Marina Wilmowa, gemeinsam mit Aljona Adaschinskaja |
| 2014 | 2.    | bis 53 kg      | hinter Maria Gurowa, vor Stalwira Orschusch und Ljubow Salnikowa                  |
| 2015 | 1.    | bis 53 kg      | vor Olga Choroschawzewa, Ljubow Salnikowa und Stalwira Orschusch                  |
| 2016 | 1.    | bis 53 kg      | vor Stalwira Orschusch, Jekaterina Poleschtschuk und Ljubow Salnikowa             |
| 2017 | 2.    | bis 53 kg      | hinter Stalwira Orschusch, vor Ljubow Salnikowa und Jekaterina Poleschtschuk      |

Erläuterungen
- alle Wettkämpfe im freien Stil
- WM = Weltmeisterschaft, EM = Europameisterschaft
- „Juniors“ = Altersgruppe bis zum 20. Lebensjahr
- „UWW“ = United Word Wrestling = Ringer-Welt-Verband